# Kozłowo (Sorkwity)
Kozłowo (deutsch Koslau) ist ein Dorf in der polnischen Woiwodschaft Ermland-Masuren. Es gehört zur Gmina Sorkwity (Landgemeinde Sorkwity) im Powiat Mrągowski (Kreis Sensburg).

## Geographische Lage
Kozłowo liegt inmitten der Woiwodschaft Ermland-Masuren, 17 Kilometer südwestlich der Kreisstadt Mrągowo (deutsch Sensburg).

## Geschichte
Koßelau wurde 1526 gegründet und 1785 als „ein adlig Gut und Dorf mit 31 Feuerstellen“ erwähnt, Gutsbesitzerin war Frau Major von Herzberg. Klein Rosoggen (polnisch Babięty, nicht mehr existent), Leschienen (Lesiny) und Sophienthal (nicht mehr existent) waren Wohnplätze im Gemeindebezirk. Von 1874 bis 1945 war Koslau in den Amtsbezirk Ribben (polnisch Rybno) eingegliedert, der zum Kreis Sensburg im Regierungsbezirk Gumbinnen (ab 1905: Regierungsbezirk Allenstein) in der preußischen Provinz Ostpreußen gehörte.
Aufgrund der Bestimmungen des Versailler Vertrags stimmte die Bevölkerung im Abstimmungsgebiet Allenstein, zu dem Koslau gehörte, am 11. Juli 1920 über die weitere staatliche Zugehörigkeit zu Ostpreußen (und damit zu Deutschland) oder den Anschluss an Polen ab. In Koslau (Dorf und Gut) stimmten 320 Einwohner für den Verbleib bei Ostpreußen, auf Polen entfielen keine Stimmen.
Am 30. September 1928 vergrößerte sich die Landgemeinde Koslau, als die Nachbargutsbezirke Klein Maradtken (polnisch Maradki Małe) und Roßgarten (polnisch Kobylec, beide nicht mehr existent) eingemeindet wurden. Am 1. Juli 1930 wurde aus den beiden bisher eigenständigen Verwaltungsstellen Gutsbezirk Koslau und Landgemeinde Koslau die neue Landgemeinde Koslau gebildet.
Als 1945 in Kriegsfolge das gesamte südliche Ostpreußen an Polen überstellt wurde, war auch Koslau davon betroffen. Das Dorf erhielt die polnische Namensform „Kozłowo“. Es ist heute Sitz eines Schulzenamtes (polnisch Sołectwo) und als solches eine Ortschaft im Verbund der Landgemeinde Sorkwity (Sorquitten) im Powiat Mrągowski (Kreis Sensburg), bis 1998 der Woiwodschaft Olsztyn, seither der Woiwodschaft Ermland-Masuren zugehörig.

### Einwohnerzahlen
| Jahr | Anzahl |
| ---- | ------ |
| 1818 | 124    |
| 1839 | 113    |
| 1871 | 298    |
| 1885 | 328    |
| 1898 | 309    |
| 1905 | 280    |
| 1910 | 275    |
| 1933 | 484    |
| 1939 | 434    |
| 2011 | 235    |

## Kirche
Bis 1945 war Koslau in die evangelische Kirche Ribben in der Kirchenprovinz Ostpreußen der Kirche der Altpreußischen Union sowie in die katholische Kirche Kobulten im damaligen Bistum Ermland eingepfarrt. Heute gehört Kozłowo zur evangelischen Kirchengemeinde Rybno, jetzt eine Filialgemeinde der Pfarrei Sorkwity in der Diözese Masuren der Evangelisch-Augsburgischen Kirche in Polen, und außerdem zur katholischen Pfarrei Rybno im jetzigen Erzbistum Ermland innerhalb der polnischen katholischen Kirche.

## Verkehr
Kozłowo liegt südlich der Woiwodschaftsstraße 600 und ist von dort über Rybno (Ribben) auf einer Nebenstraße in Richtung Lesiny (Leschienen) zu erreichen. Ein Anschluss an den Schienenverkehr besteht nicht.